# Luisa Trombetti
Luisa Trombetti (Moncalieri, 5 settembre 1993) è una nuotatrice italiana.

## Biografia
Nata nel 1993 a Moncalieri, in provincia di Torino, è specialista dei misti.
Ai campionati italiani ha vinto 23 medaglie: 
9 ori (200 e 400 m misti agli estivi 2014, 200 m misti agli invernali 2014, 200 m misti ai primaverili 2015, 200 m misti agli invernali 2015, 400 m misti ai primaverili 2016, 400 m agli invernali 2017, 400 m agli invernali 2018), 400 m misti agli assoluti open 2020.
10 argenti (200 e 400 m misti agli invernali 2013, 200 e 400 m misti ai primaverili 2014, 400 m misti agli invernali 2014, 400 m misti 4x200 sl ai primaverili 2015, 400 m agli invernali 2015, 200 m misti ai primaverili 2016, 200 m misti ai invernali 2019)
5 bronzi (400 m misti ai primaverili 2013, 200 m agli invernali 2018, 400 m ai primaverili 2019, 400 m misti agli invernali 2019, 400 m misti agli invernali 2020)
Nel 2007 ha preso parte al Festival olimpico della gioventù europea di Belgrado, chiudendo 4ª nella staffetta 4x100 m stile libero.
Detentrice dei record italiani junior di società nelle staffette 4x200 stile libero e 4x100 mista.
Nel 2015 ha preso parte all'Universiade di Gwangju, ottenendo un 5º posto nei 400 m misti, un 6º nella staffetta 4x200 m stile libero e un 7º nei 200 m misti, a dicembre 2015 ha partecipato ai Campionati Europei di Netanya (Israele) classificandosi 6ª nei 400m misti e 12ª nei 200m misti.
Nel 2016 a 22 anni ha partecipato ai Giochi Olimpici di Rio de Janeiro 2016, sia nei 200 m misti, dove ha chiuso con il 22º tempo, 2'14"66, non passando le batterie, sia nei 400 m misti, terminati al 26º posto con il crono di 4'45"52, anche in questo caso non superando le batterie. Nello stesso anno ha preso parte agli Europei di Londra, sempre nei 200 e 400 m misti, nel primo caso non superando le batterie con il tempo di 2'14"70 (11º), nel secondo invece passandole con l'8º crono (4'41"87), e arrivando 6ª in finale in 4'41"03. Sempre nel 2016 ha vinto la medaglia d'oro nei 400 m misti nel 53º Trofeo Settecolli di Roma.
Nell'aprile 2019 si laurea in Economia Aziendale con indirizzo in Gestione Strategica d’Impresa presso l’Università degli Studi di Torino.
Nell'aprile 2023 ottiene la laurea magistrale in Economia  discutendo una tesi su "Big data e basi di dati aziendali" presso l'Università Telematica Internazionale Uninettuno.
Nell'agosto 2020 ha vinto la medaglia d'oro nei 400 m misti nel 57º Trofeo Settecolli di Roma.